# هیاکینتوس

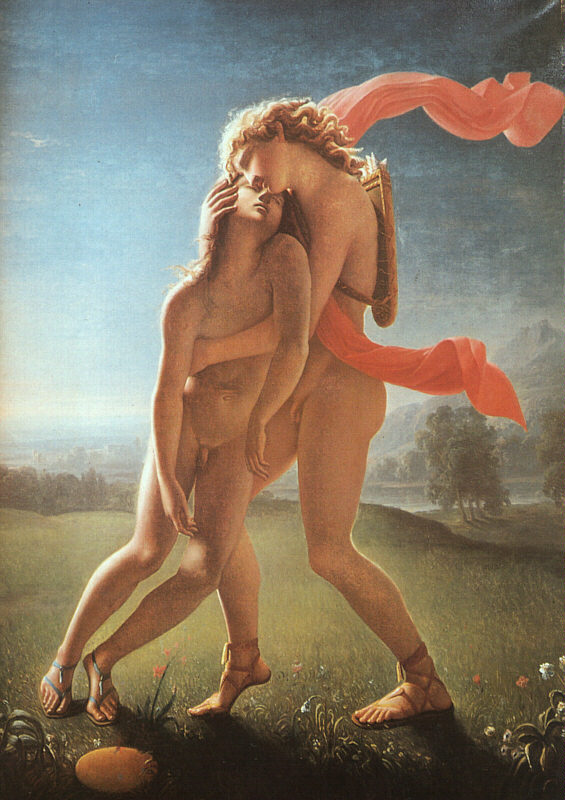
مرگ هیاکینتوس اثر ژان بروکس

هیاکینتوس (به انگلیسی: Huákinthos) یا هایسینث (به انگلیسی: Hyacinth) ‎/ˈhaɪəsɪnθ/‎؛ (به یونانی: [Ὑάκινθος Huákinthos] Error: {{Lang}}: متن دارای نشانه‌گذاری ایتالیک است (راهنما)) یک الهه قهرمان از اساطیر یونانی است. او اهل امیکدائه شهری در اسپارت در نزدیکی معبد آپولون در زمان یونان کلاسیک بود که باعث رقم خوردن تراژدی او و آپولو شد.

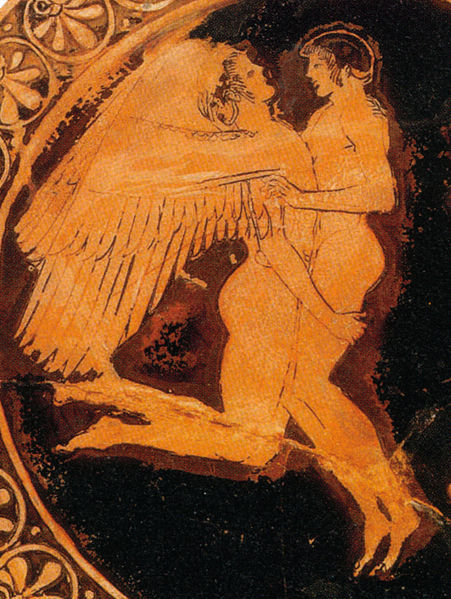
هیاکینتوس و زفوروس بر روی یک گلدان یونانی

## خانواده
از خانواده او دو روایت در دست است. او را پسر کلیو و پیروس و در دیگر روایت اورا فرزند اوئبالوس پادشاه اسپارتا یا پادشاه امیکلوس اسپارت یا پانتا آخوس و آخرین و زیباترین پسر دیومدئس می‌دانند.

## زندگی
در اسطوره‌شناسی یونان، هیاکینتوس یک شاهزاده اسپارتان جوان و بسیار زیبا بود که توسط خدایان آپولون، باد غرب زفوروس و خدای باد شمالی بورئاس و همچنین توسط یک انسان فانی به نام تاموریس دوست داشته می‌شد. ولی هیاکینتوس آپولو را از بین همه آنها انتخاب کرد. آپولو و هیاکینتوس بیشتر وقت خود را به شکار و کوهنوردی سرعتی در میان کوه‌های خشن اسپارتان می‌گذراندند. هیاکینتوس تمام سرزمین آپولو را همراه وی درون ارابه ای که توسط قوها کشیده می‌شد بازدید کرد. آپولو به معشوقه خود چگونگی استفاده از کمان. موسیقی؛ چنگ، ژیمناستیک و هنر پیشگوی را آموخت.
یک روز که آپولو در حال آموزش دادن پرتاب دیسک به هیاکینتوس بود آنها تصمیم گرفتند که یک مسابقه دوستانه داشته باشند. به طوری که هر یک به نوبت دیسکی را پرتاب کنند، آپولو اول پرتاب کرد آنهم با چنان قدرتی که دیسک ابرهای در آسمان را شکافت. هیاکینتوس دنبال دیسک دوید تا با گرفتن آن آپولو را تحت تأثیر قرار دهد. ولی کمانه کرد و به سر هیاکینتوس خورد و او را به صورت مرگباری زخمی کرد. در آخر زفیروس مسئولیت مرگ اورا بر عهده گرفت، وی از حسادت اینکه هیاکینتوس آپولو را بر او برتری داده آنچنان به دیسک دمیده بود که باعث مرگ او شد.
زمانی که آپولو پیکر نیمه جان معشوق خود را در آغوش گرفت رنگ بر رخسار نداشت. او از تمام توانای شفابخشی خود استفاده کرد او حتی آمبروزیا را برای درمان زخم به کار گرفت، ولی تلاشش بی اثر ماند. او نمی‌توانست زخمی را که الهه‌های سرنوشت یا مویرایها به وجود آورده‌اند را درمان کند.. زمانی که هیاکینتوس جان باخت آپولو گریست و آرزو کرد که جاودانگی خود را از دست دهد تا بتواند با عشق خود همراه شود. ولی چون این آرزو امکان‌پذیر نبود، او عهد بست که هیاکینتوس را همیشه به یاد داشته باشد و او را در ترانه‌ها و نوای چنگ خود یاد کند. از خون هیاکینتوس که بر زمین ریخته شده بود، آپولو گلی خلق کرد، گل سنبل را که یادآور افسوس او بود. گلی که یونانیان آنرا از زیباترین گلها می‌پندارند. در زبان انگلیسی «هیاکینس» به معنی گل سنبل نیز هست
در سنگ‌نبشته تندیس هرکول در دشت بیستون چنین نوشته شده‌است: «در سال ۱۶۴ سلوکی ماه پانموی هرکول کالینیکون به وسیله هیاکینتوس، پسر پانتا اخوس به دلیل نجات کل امن فرمانده بزرگ این مراسم برپا شد.»

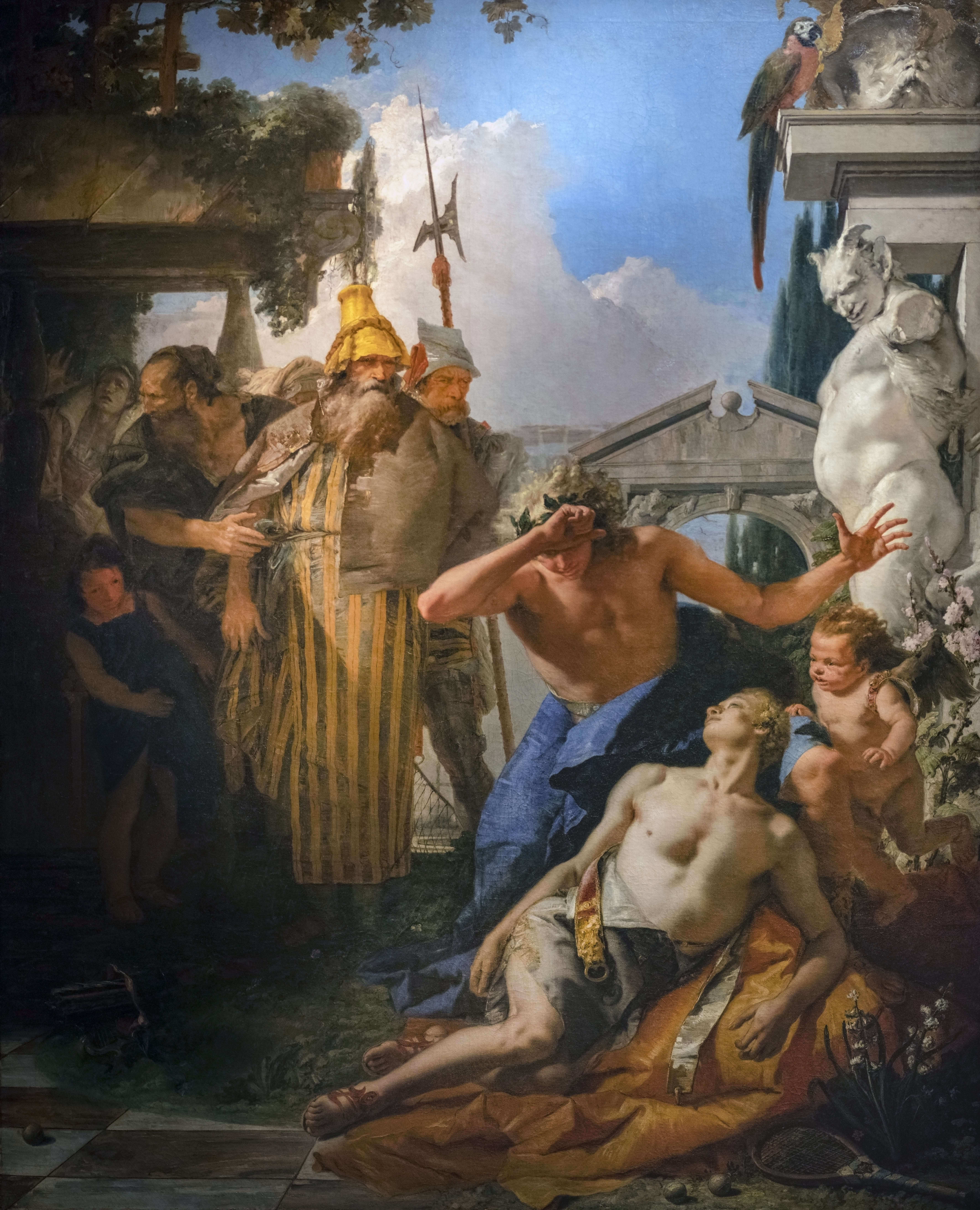
مرگ هیاکینتوس اثر جیووانی باتیستا ژیل